# Arco trionfale del Castel Nuovo

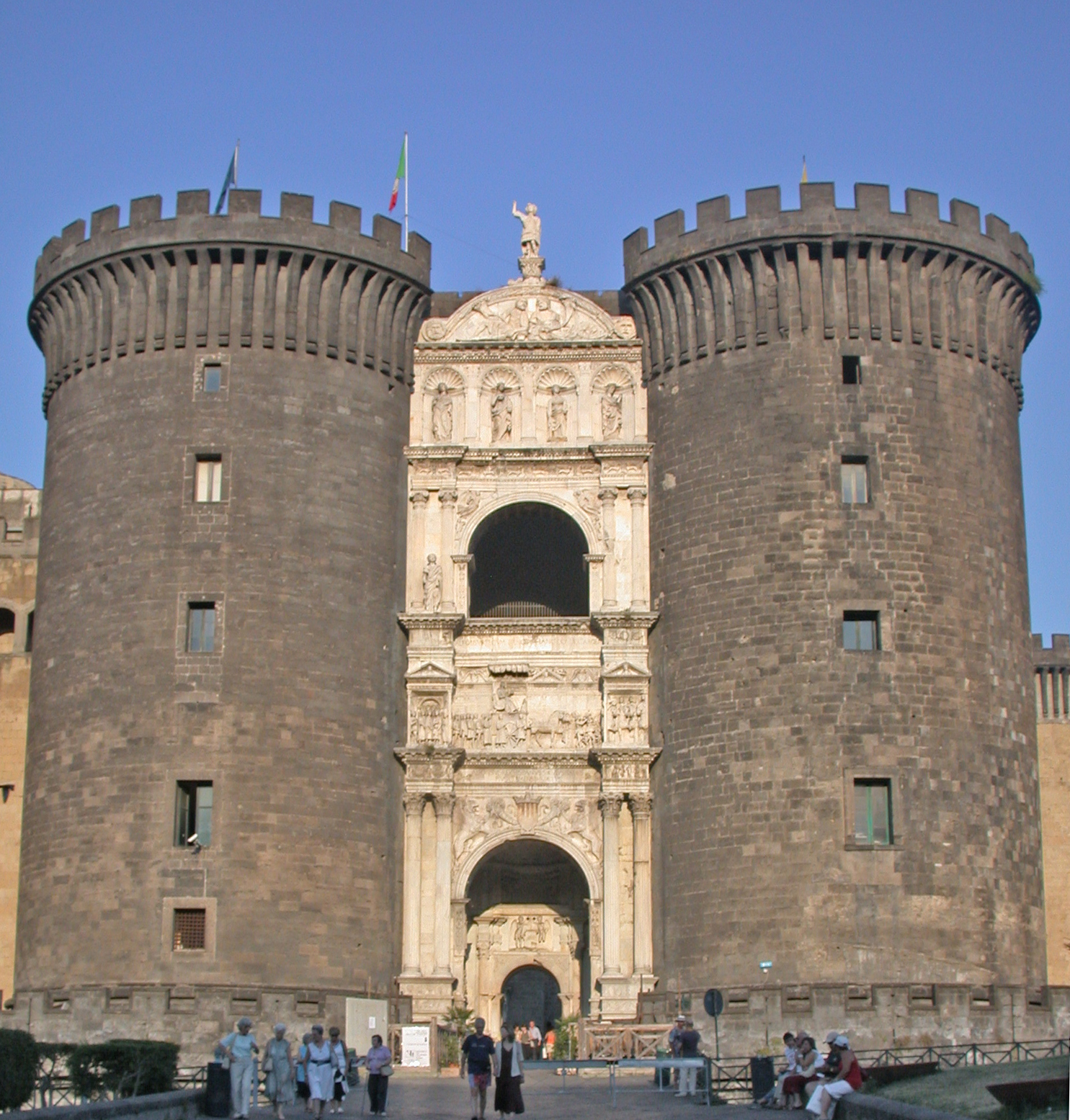
Castel Nuovo, l'arco trionfale di Alfonso d'Aragona tra le torri "di Mezzo" e "della Guardia"

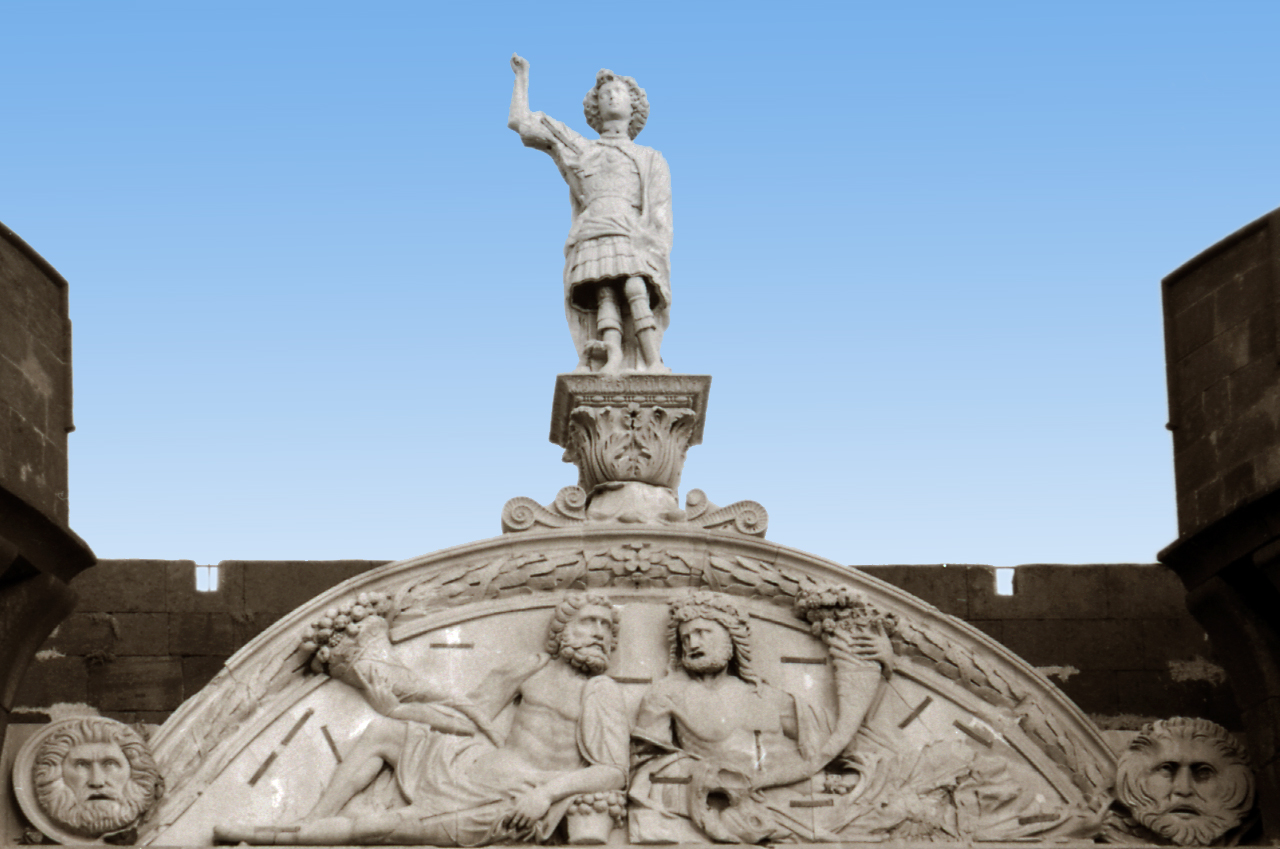
La sommità dell'Arco Trionfale con la statua di San Michele (elaborazione da una foto di Paolo Monti del 1965)

L'arco trionfale marmoreo, che si trova all'ingresso del Castel Nuovo di Napoli (denominato localmente "Maschio Angioino"), fu eretto per volere di Alfonso d'Aragona che vi volle celebrare la conquista del Regno di Napoli nel 1443. La costruzione dell'arco di trionfo si inseriva nel rinnovamento architettonico dell'antica fortezza angioina, divenuta nuova sede della corte aragonese. Essa si realizzò in due fasi, dal
1452 al 1458 e dal 1465 al 1471.
L'opera rappresenta il contributo di Napoli al Rinascimento italiano, soprattutto nel campo della scultura.
Posto a enfatico ornamento trionfale, l'arco costituisce il monumentale ingresso alla nuova sede del sovrano, il Castel Nuovo, con l'intento di celebrare il trionfo del re Alfonso, emulando la gloria degli imperatori romani e ispirandosi dunque alle antiche tipologie della porta urbana e dell'arco trionfale dell'architettura romana.

## L'inserimento dell'arco nel Castel Nuovo

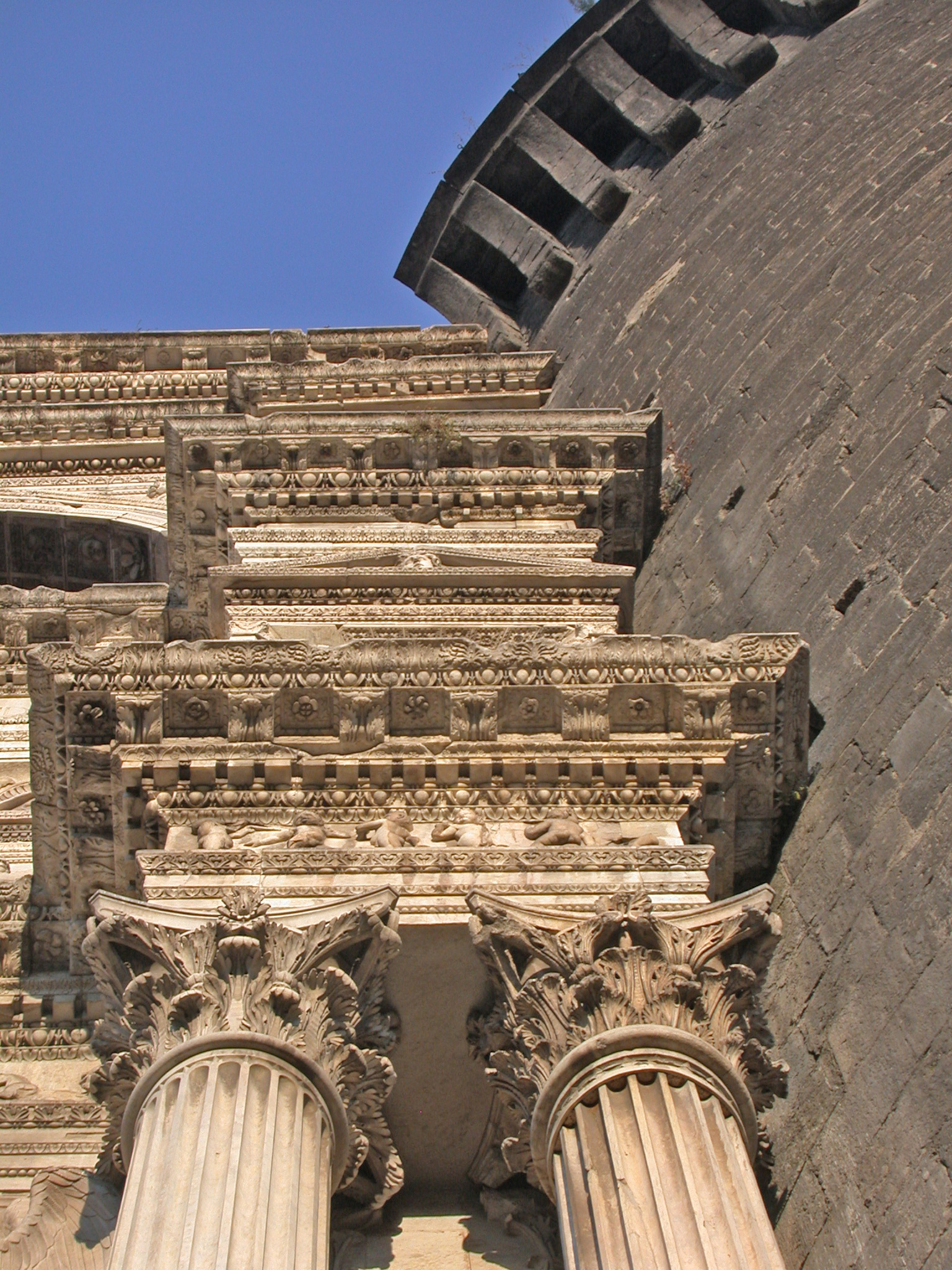
Decorazione degli ordini sovrapposti

Il "Chastiau neuf" dei documenti angioini - nuovo rispetto all'antico castello normanno di Capuana, all'estremità opposta della città - era stato la cittadella degli Angioini e, come tale, costituiva in Napoli il vero centro del potere regale, concentrato in un polo urbanistico alternativo formato dal porto e dai tre principali castelli ad esso adiacenti, Castel Capuano, Castel dell'Ovo, e lo stesso Castelnuovo. La ristrutturazione della reggia-fortezza angioina fu affidata all'architetto aragonese Guillem Sagrera, catalano originario di Maiorca e si svolse tra il 1453 e il 1479: quattro possenti torri furono realizzate inglobando le torri a pianta quadrata dell'edificio precedente e vi fu aggiunta una quinta torre costruita ex novo per meglio inquadrare l'accesso.
Una serie di migliorie furono inoltre approntate alle difese del castello: il fossato precedente fu notevolmente ampliato, tanto da renderne impossibile l'attraversamento con un ponte levatoio; fu costruito quindi un pontone intermedio circolare con un potente rivellino che difendeva il castello, dal quale restava poi da attraversare uno spazio più esiguo, senza bisogno di ricorrere ad un ponte levatoio.
L'intento iniziale del re era stato di edificare un arco trionfale isolato, alla maniera degli imperatori romani, ma da questo primo proposito il re fu distolto per il timore che eventuali rivolte o attacchi esterni avrebbero potuto danneggiare il suo emblema, così che egli si risolse di spostarlo all'ingresso maggiormente protetto della nuova reggia.
Il re chiamò a corte sia artisti aragonesi (Bartolomeo Prats, Antonio Frabuch, Antonio Gomar), ma anche artisti e letterati protagonisti dell'Umanesimo quattrocentesco, come Gioviano Pontano, Lorenzo Valla, Parnormita, suo panegirista, e per la scultura Francesco Laurana e Domenico Gagini. Nella realizzazione del progetto dell'arco trionfale furono ugualmente coinvolti artisti di varia tendenza, come Pere Johan, Guillem Sagrera, Francesco Laurana, Domenico Gagini, Pietro di Martino da Milano, dalla cui collaborazione nacque una sintesi di influssi e modi.

### L'arco trionfale
Il tema dell'arco era quello della celebrazione della conquista del regno da parte del re Alfonso e del successo della dinastia. Il fregio collocato a coronamento dell'arco di passaggio inferiore raffigurava l'entrata del re in città alla maniera degli antichi imperatori romani, sopra il suo carro, traendo ispirazione dalle analoghe opere della scultura romana e dalla porta di Federico II a Capua (1240), anch'esso ispirato dalla riproposizione dell'idea di sovranità imperiale romana.
Una prima proposta progettuale fu disegnata, forse dal Pisanello, esponente del Gotico internazionale, presente a Napoli tra il 1447 e il 1454: il suo progetto proponeva già la sovrapposizione di due arcate, incorniciate tuttavia da elementi gotici quali colonnine tortili, loggetta terminale ad archi a sesto acuto e coronamento con trina di piccole bifore, risultando aderente a schemi tardogotici più che umanistico rinascimentali. La sovrapposizione degli elementi che ricordavano l'arco trionfale era peraltro propria delle epoche romanica e gotica, a partire dai protiri campionesi della metà del XII secolo. In questo caso abbiamo pertanto tale ripetizione che rimanda all'idea di romanità rivisitata nel Medioevo, e una più precisa serie di riferimenti archeologici relativi alla riscoperta dell'antichità in ambito umanistico. L'aggiornamento del progetto alle novità dell'architettura rinascimentale e il riferimento ai modelli imperiali romani furono introdotti forse da Francesco Laurana, sotto l'influenza determinante della nuova concezione albertiana; l'arco fu completato più tardi da Pietro da Milano.
L'arco fu edificato a breve distanza davanti alla nuova porta, già realizzata nell'ambito del rifacimento aragonese della fortezza angioina, e l'insieme fu decorato da un omogeneo insieme di rilievi. Si è anche ipotizzato che in origine lo spazio intermedio tra l'arco e la porta non dovesse essere coperto, permettendo l'ingresso della luce dall'alto ed evidenziando la separazione dell'arco dal resto del castello.

### Le sculture
Il ruolo principale nella decorazione fu svolto da Francesco Laurana, dalmata di nascita e di cultura veneziana, che si incaricò di organizzare il lavoro di un insieme di scultori di diversa provenienza. Il Laurana fu direttamente autore della Madonna con Bambino, poi trasferita nella cappella di Santa Barbara all'interno del castello. L'intervento del Laurana lo si individua ancora in molte parti del trionfo regale, nella figura della Giustizia tra le statue delle nicchie sopra l'arcata superiore, nei rilievi con l'ambasceria tunisina e con i trombettieri a cavallo.

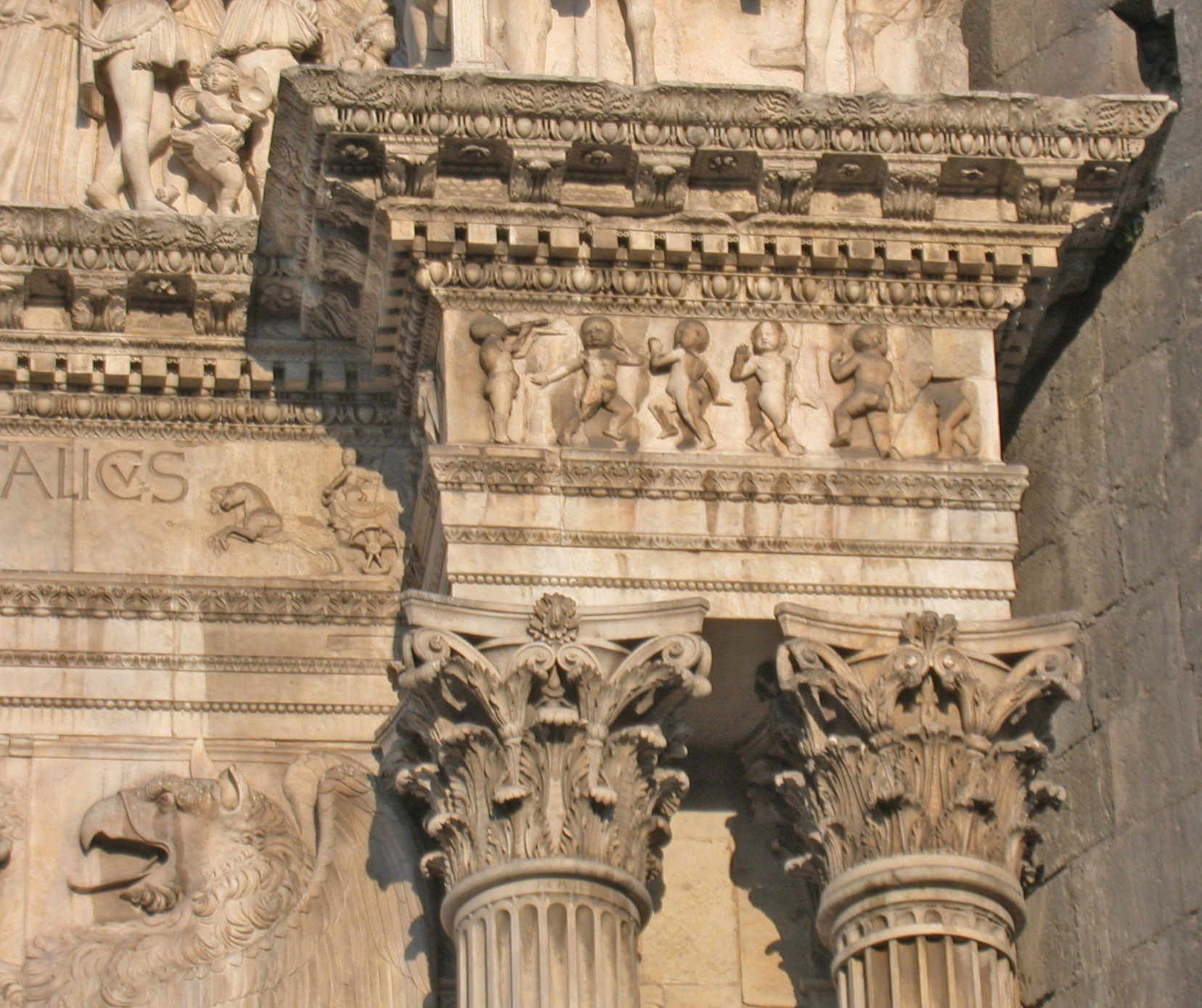
Ordine corinzio dell'arco inferiore e fregio con putti

Con lui lavorarono artisti di formazione donatelliana (come Antonio di Chellino e Isaia da Pisa), lombardi (Paolo Taccone e Pietro da Milano), ticinesi (Domenico Gagini), o di quel filone cui si rifacevano soprattutto i ticinesi operanti in Genova, di tipo fiammingo borgognone che si era imposto dalla Spagna alla Provenza (Pere Joan). In questo contesto si rielaborarono le varie tendenze, da quelle del Rinascimento toscano, a quelle Oltralpine ed adriatico-veneziane, tutte volte alla riscoperta della classicità.

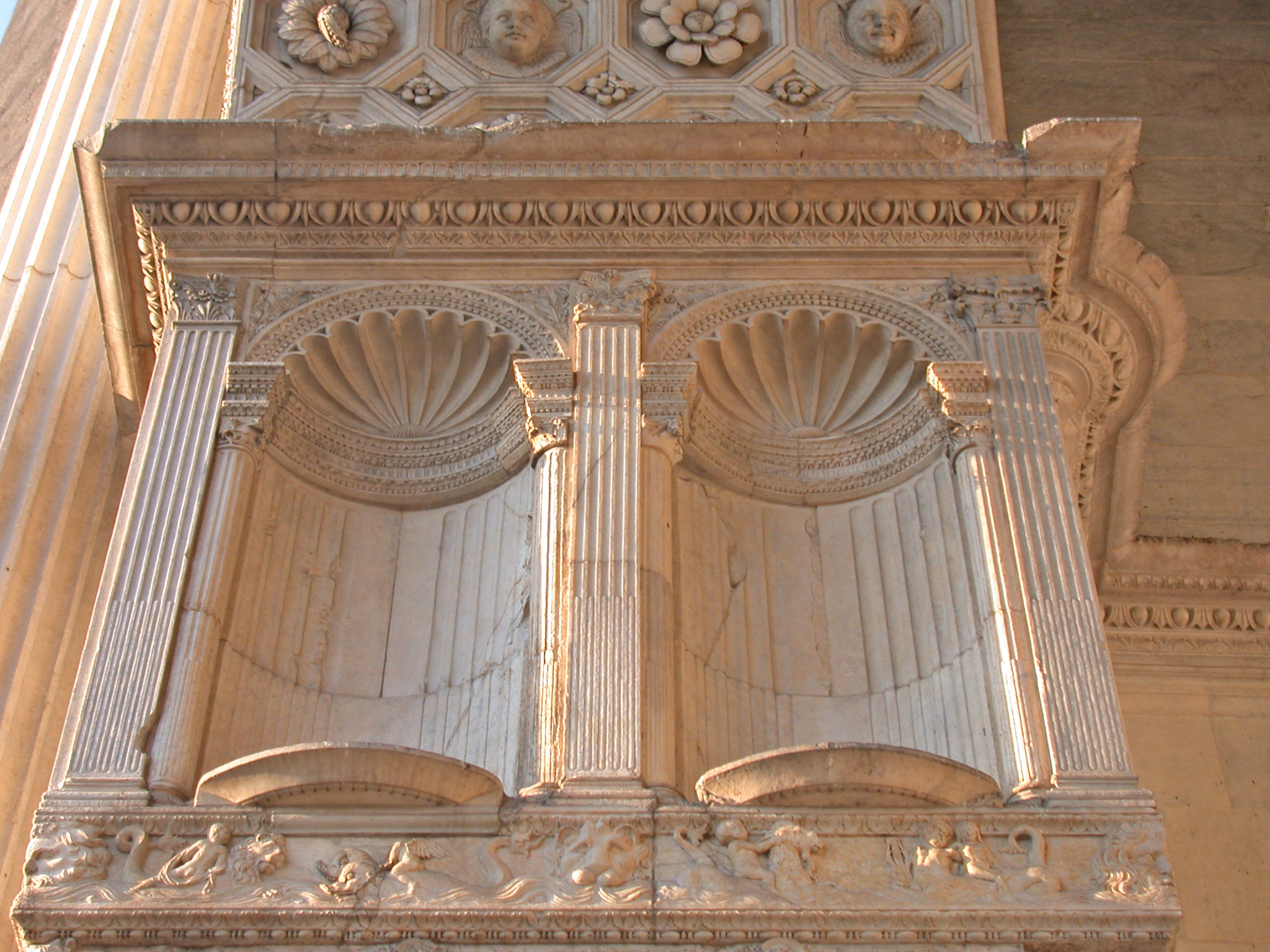
Passaggio interno: decorazione delle pareti con nicchie

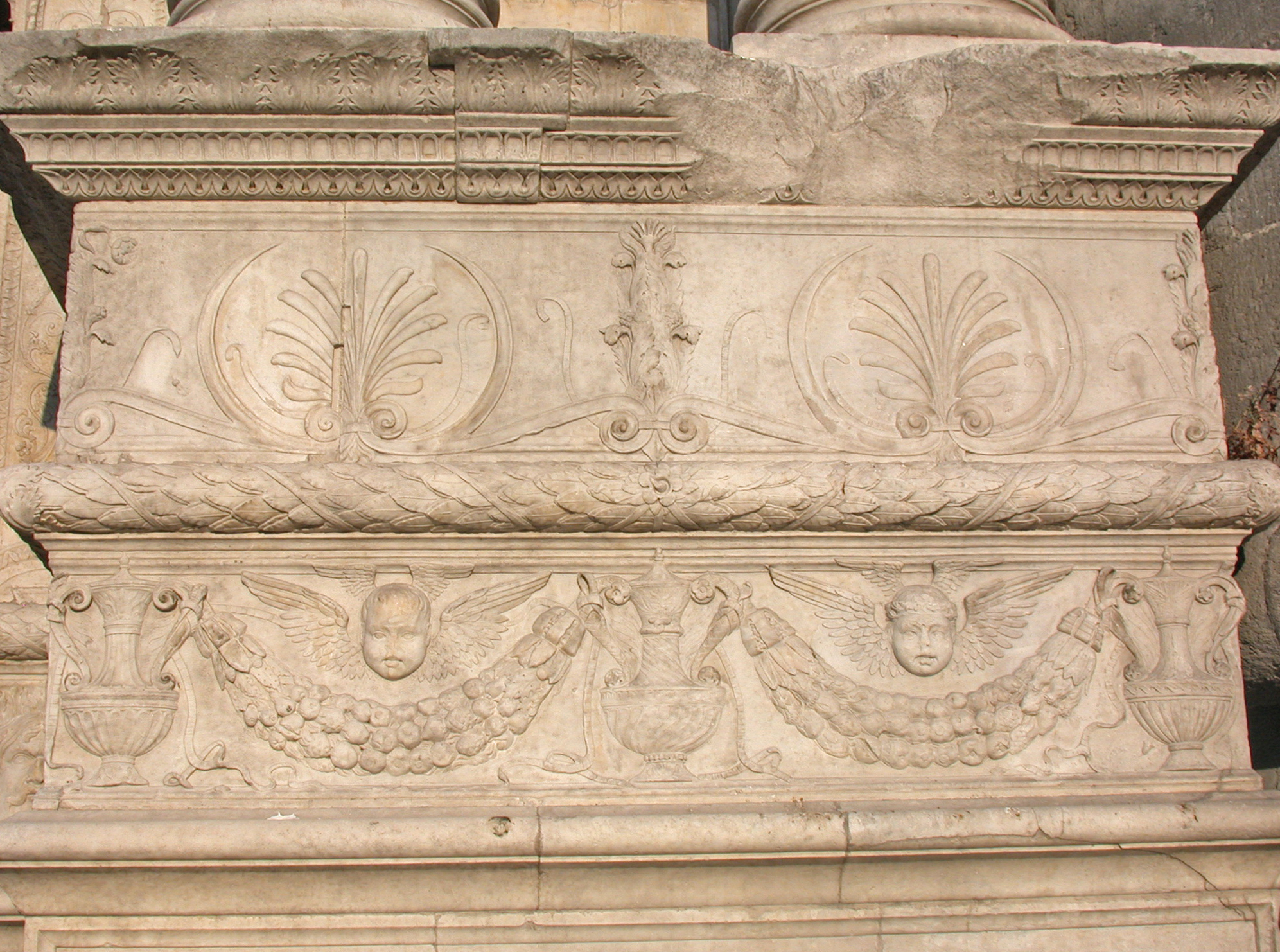
Passaggio interno: decorazione dei basamenti sulle pareti

Già nel 1453 Pietro da Milano lavorava alla realizzazione dell'arco con Francesco Laurana e Paolo Romano; due anni dopo vi collaboravano anche Isaia da Pisa e Andrea dell'Aquila e, dal 1457, Antonio di Chellino e Domenico Gagini; nel 1458 l'opera era pressoché terminata.
I rilievi dell'arco di trionfo rappresentano un evento storico, enfatizzato dal riferimento al trionfo imperiale romano: l'ingresso a Napoli del re Alfonso, celebrato il 26 febbraio del 1443 come vincitore di Renato d'Angiò, accuratamente preparato con un preciso cerimoniale elaborato dalla corte reale. Il corteo reale si era svolto tra la porta del Mercato, dove era stato realizzato un effimero arco di trionfo, e Castel Nuovo. Il re procedeva su un carro dorato condotto da quattro cavalli bianchi, preceduto dai musici a cavallo, da sette "Virtù" rappresentate da altrettanti cavalieri e da carri allegorici. Seguivano a piedi il principe ereditario e i nobili aragonesi e napoletani. Le sculture raffiguravano l'avvenimento storico arricchendolo di significati universali.
Il rilievo del fregio centrale dell'arco inferiore raffigura il corteo trionfale di Alfonso, raffigurato come un imperatore, seduto sul carro condotto dalla Fortuna e circondato dai dignitari della sua corte. La gerarchia è ribadita dalla collocazione delle figure del seguito su un registro inferiore a quello del sovrano. L'arco superiore avrebbe dovuto inquadrare la statua equestre del re aragonese, che Alfonso avrebbe voluto far eseguire dallo stesso Donatello, ma che non fu mai realizzata. Questa statua ricollegava la composizione alla tipologia del cenotafio, ribadita anche da altri richiami funerari: sottolineando il passaggio del sovrano ad un ambito di eternità.
L'arco superiore fu coronato da una serie di nicchie con statue sormontate da un timpano ad arco, che riprende i modi di Donatello (tempietto per l'altare di Sant'Antonio a Padova).

Altre immagini
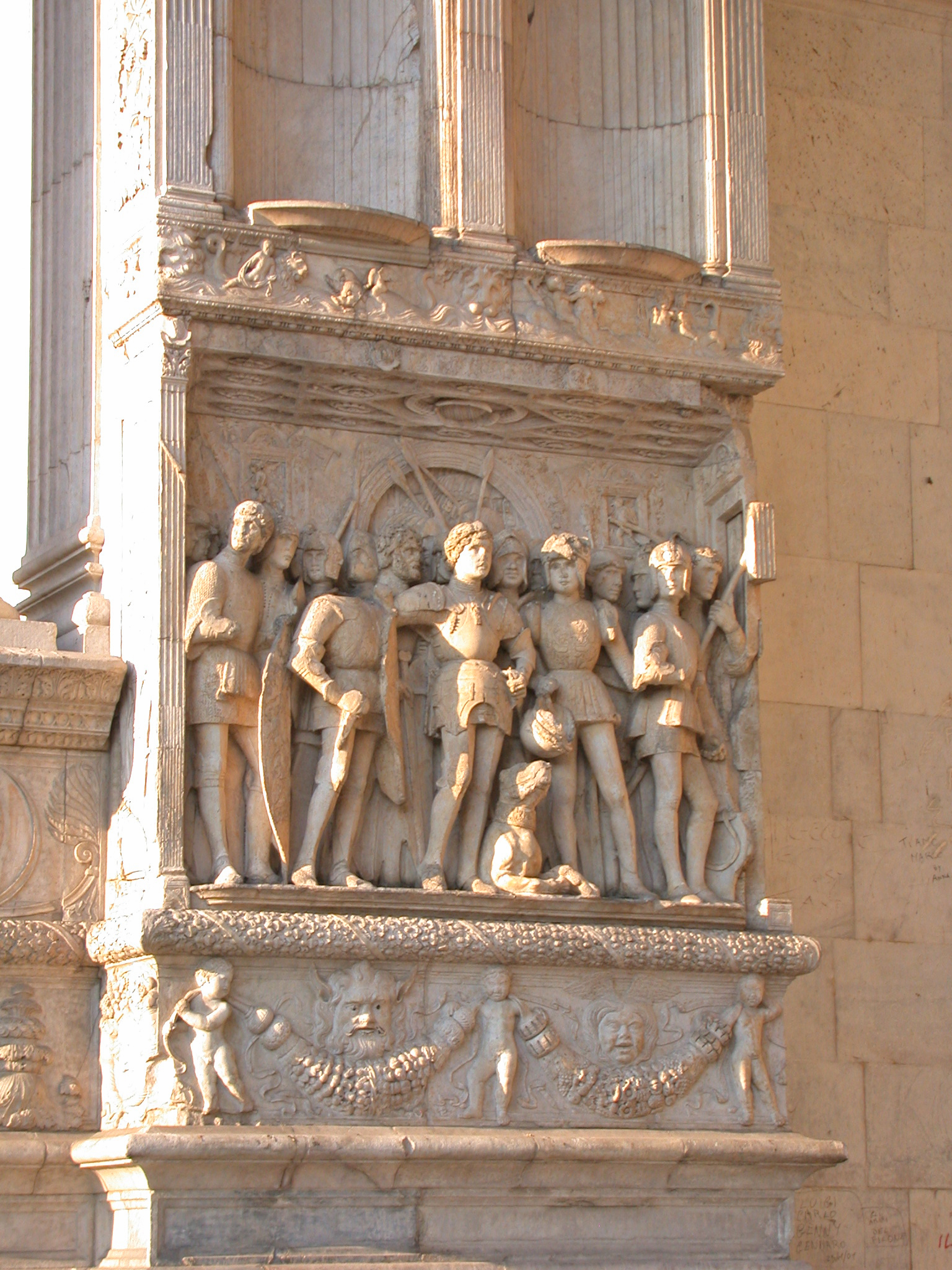
Passaggio interno, rilievo con Alfonso tra congiunti e ufficiali
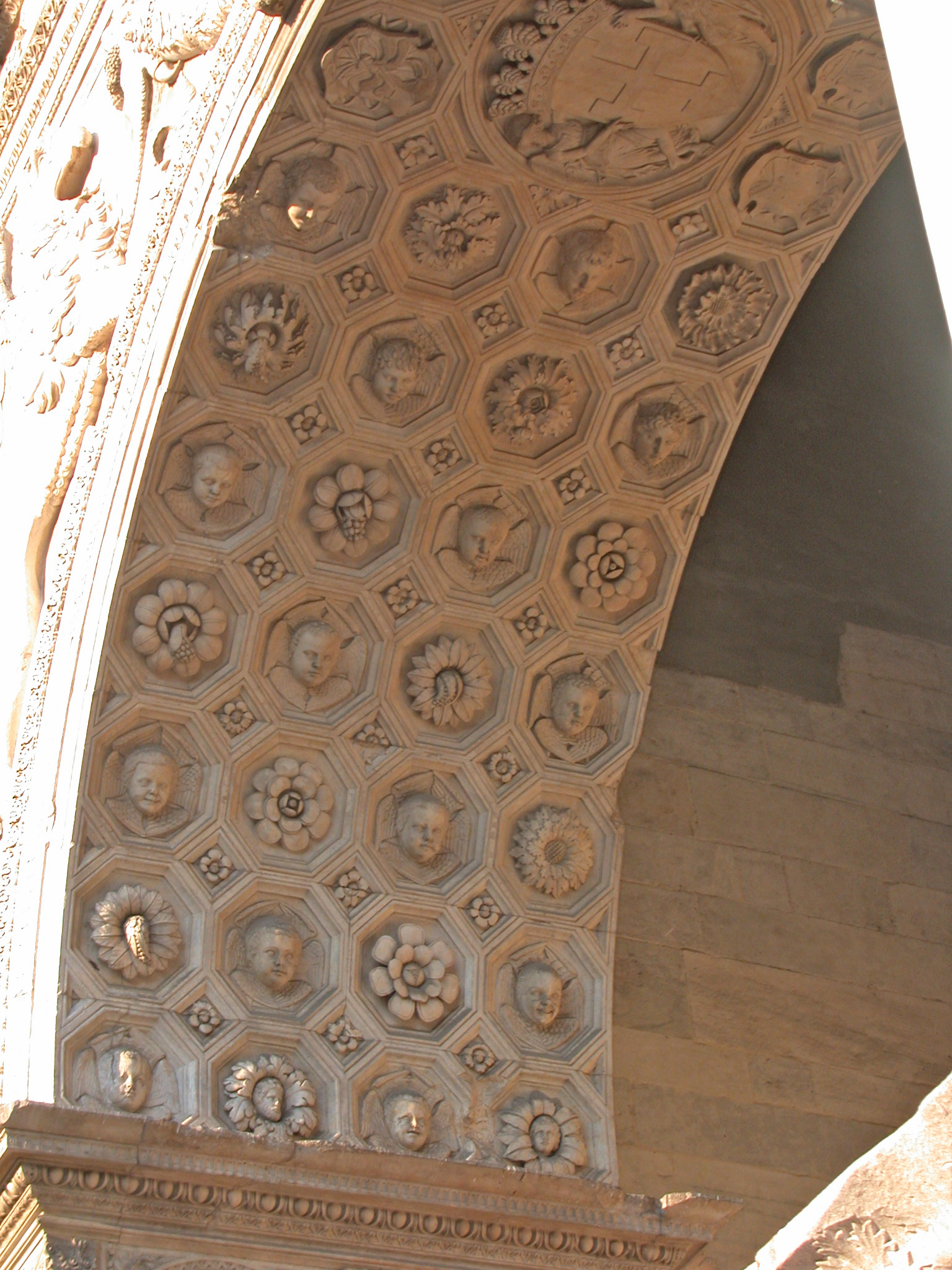
Passaggio interno: decorazione del sottarco
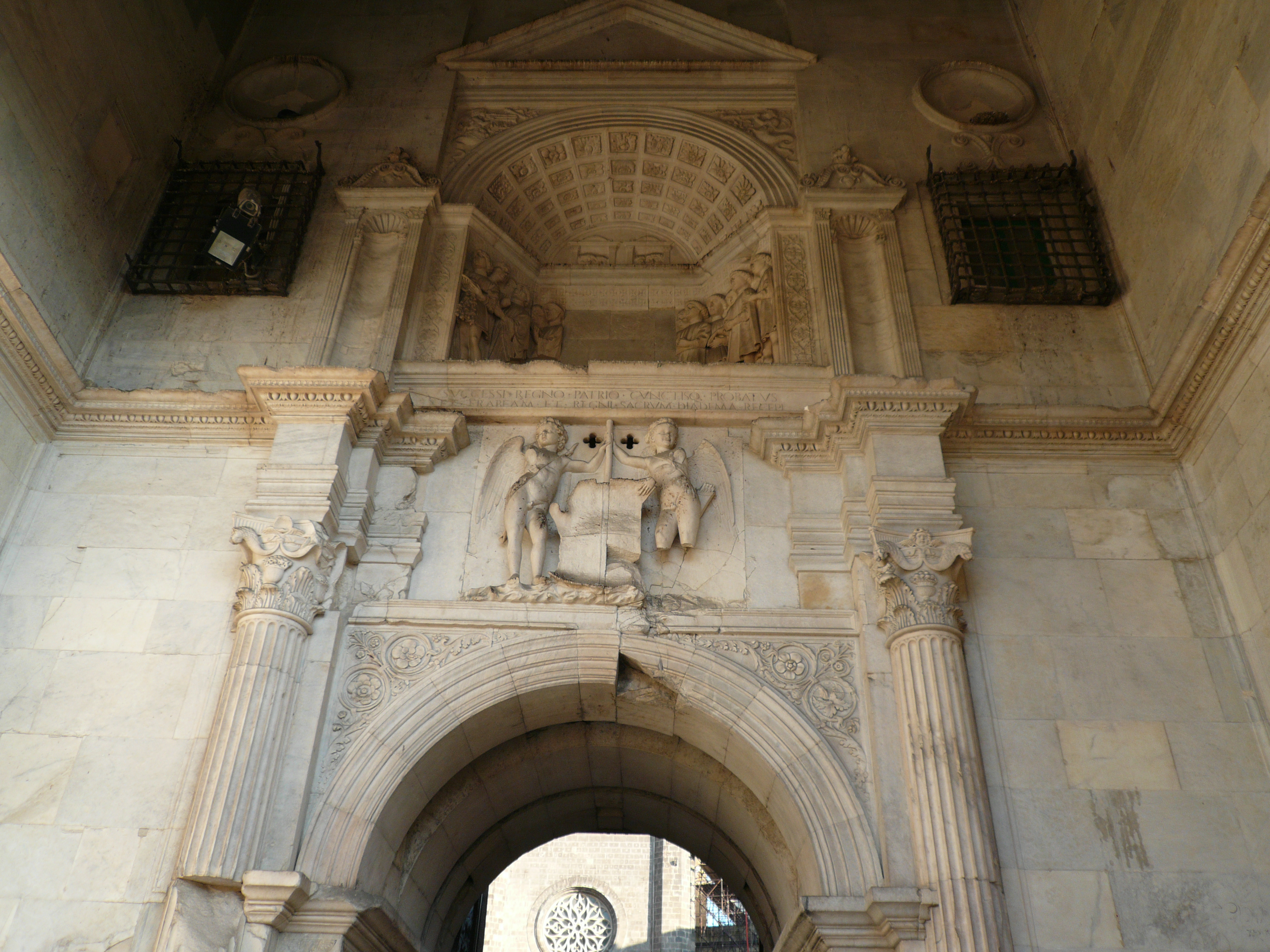
Particolare del passaggio interno
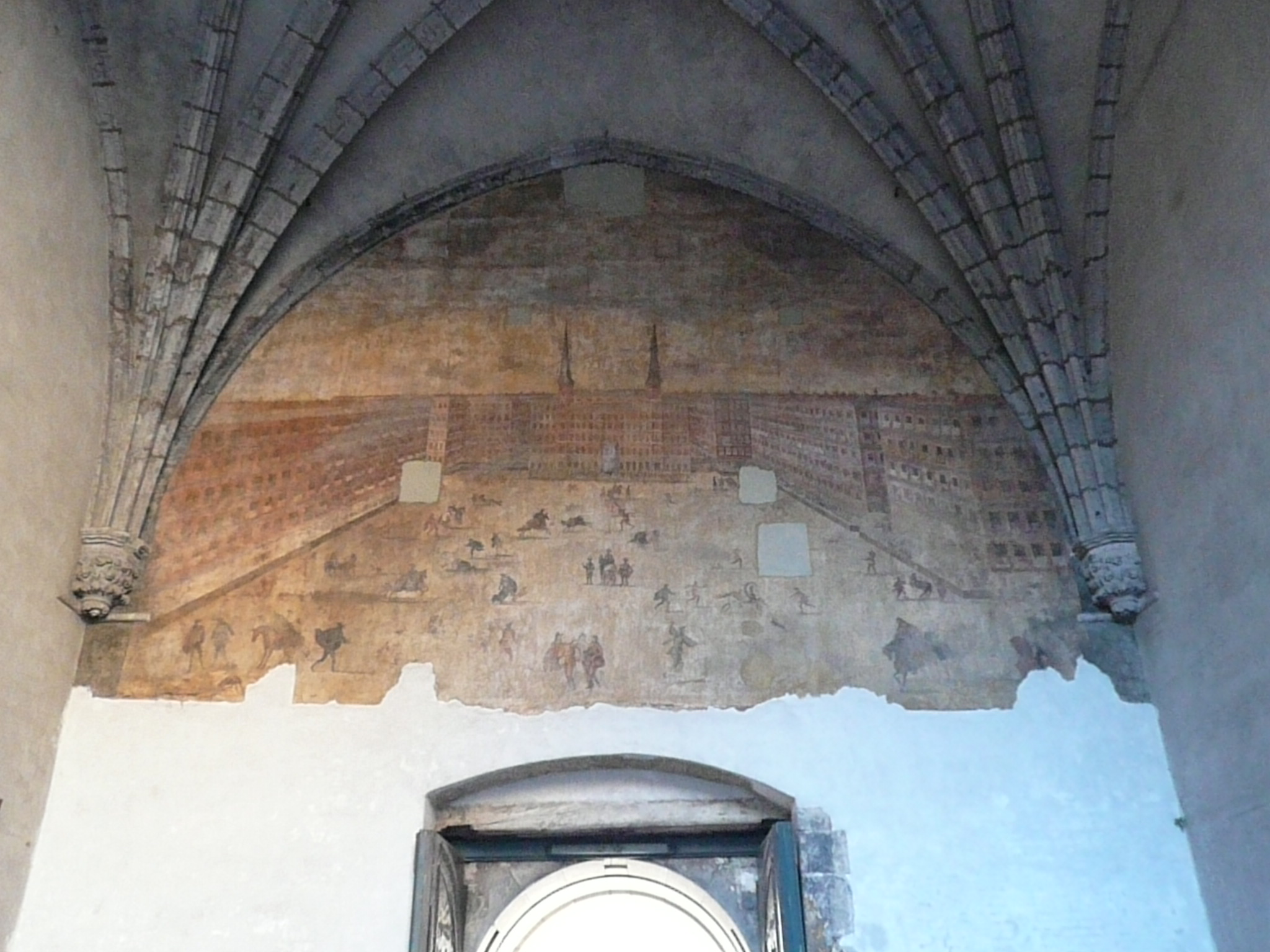
Illustrazione della piazza di Madrid sotto la volta dell'ingresso di Castel Nuovo

## L'influenza nella scultura
Dalla loro opera nell'arco, Francesco Laurana, Paolo Romano e Pietro di Martino, diffusero l'impostazione rinascimentale nella scultura napoletana, nella quale si sviluppò il gusto colto ed ornato del monumento. Si è anche detto “clima dell'arco” il periodo di maggiore influenza esercitato dalle sculture realizzate per il Castel Nuovo. La scultura del Laurana venne da qui a proporsi come modello anche per la pittura, nell'affermazione di un Rinascimento italiano tale da superare l'arte fiamminga.
Tra gli artisti che trovano in questa opera la loro formazione definitiva deve citarsi Domenico Gagini, già attivo a Genova e che in seguito diffuse le innovazioni della scultura rinascimentale in Sicilia.